# 인천안목 목판
인천안목 목판(人天眼目 木板)은 전라남도 순천시, 송광사에 있는 조선시대의 목판이다. 2016년 9월 1일 대한민국의 보물 제1911호로 지정되었다.

## 개요
송광사에 소장된 ‘『인천안목 목판』’은 전체 42매로 일부 손상된 부분이 확인되나 결판이 없이 완전하게 전하고 있다. 『인천안목』은 1357년 고려 수경선사본이 간행되었고, 이후 1395년 양주 회암사본, 1529년 순천 송광사본, 1530년 진산 서대사본과 1771년 청량산 문수전 중수본이 판각되었던 적이 있으나, 모본이 되는 목판이 전해지는 것은 이 목판이 유일하다. 이 책은 크게 상․중․하의 3권으로 나뉘어 있는데, 권하에 「종문잡록(宗門雜錄)」과 물초 대관(物初大觀, 1201∼1268)의 중수후서(重修後序) 및 이색(李穡, 1328∼1396)의 발문 그리고 송광사 개판기 등이 수록되었다. 간행 기록을 통하여 중종 24년(1529) 여름에 간행되어 송광사에 소장된 사실을 알 수 있다. 판각은 송광사나 인근에서 하였을 것으로 추정된다. 이 목판은 현전하는 가장 오래된 목판으로서 보물로 지정하여 원천자료를 보존할 가치가 있다고 판단된다.

## 같이 보기
- 인천안목

## 참고 자료
- 인천안목 목판 - 국가유산청 국가유산포털